# Gleby arktyczne
Gleby arktyczne – prymitywne gleby typowe dla obszarów polarnych. Występują tylko na półkuli północnej na wyspach Oceanu Arktycznego oraz północnych fragmentach Eurazji i Ameryki. Gleby arktyczne są praktycznie nieporośnięte roślinnością i nieprzydatne rolniczo.

## Właściwości chemiczne
Gleby arktyczne mają odczyn obojętny. Gleby te są pokryte głównie piaskami, żwirami, glinami oraz utworami pyłowymi.

## Morfologia i właściwości fizyczne
Z uwagi na wieloletnią zmarzlinę gleby arktyczne są glebami płytkimi sięgającymi maksymalnie 40 cm. Pod względem właściwości fizycznych gleby te są podobne do gleb inicjalnych.
Najbardziej rozpowszechnionym profilem glebowym jest (A)C-C. Zapis ten oznacza, patrząc od powierzchni:
- A – poziom próchniczny
- C – poziom skały macierzystej

Niekiedy wyróżnia się jeszcze cienką warstwę organiczną, powoduje to zmianę profilu na O-AC-C.

## Występowanie
Gleby arktyczne występujące tylko na półkuli północnej na wyspach Oceanu Arktycznego oraz północnych fragmentach Eurazji i Ameryki.

## Roślinność naturalna i przydatność rolnicza
Gleby arktyczne są z reguły pozbawione roślinności. Na kilku procentach areału rosną mało wymagające mchy i porosty oraz bardzo nielicznie trawy. Wielkość biomasy na porośniętym areale jest niewielka, przez co poziom próchniczy jest niewielki. Gleby są nieprzydatne rolniczo ze względu na niską klasę bonitacyjną oraz niekorzystny klimat w miejscu gdzie występują, stąd też nie są wykorzystywane rolniczo.